# Félicien Salmon
Félicien Salmon (Rouillon, 14 de setembro de 1882 - Namur, 13 de abril de 1964) foi um ciclista profissional da Bélgica.

## Participações no Tour de France
- 1912 : 9º colocado na classificação geral
- 1913 : abandonou na 4ª etapa